# Nekrolog 1. Quartal 1980
Nekrolog
◄◄
| ◄
| 1976
| 1977
| 1978
| 1979
| 1980 | 1981 | 1982 | 1983 | 1984 | ► | ►►
1. Quartal |
2. Quartal |
3. Quartal |
4. Quartal 1980
Weitere Ereignisse | Allgemeiner Nekrolog 1980
Die Beschreibung der verstorbenen Person sollte so kurz wie möglich gehalten sein und nur deren signifikante Tätigkeit(en) enthalten.
Neue Namen ggf. auch unter dem Geburts- und Sterbedatum, also etwa unter 1. Januar und im Geburts- und Sterbejahr (2024) eintragen (nur bei entsprechender großer Wichtigkeit). Für Beispiele siehe die schon vorhandenen Artikel.
Außerdem über die fünf zuletzt Verstorbenen, zu denen es einen ausreichend guten Artikel für eine Präsentation auf der Hauptseite gibt, nach der todesbedingten Überarbeitung der Artikel ggf. auch unter Wikipedia Diskussion:Hauptseite informieren und sie am besten auch in den anderen Wikipedia-Sprachversionen eintragen. Tipp: Regelmäßig bei news.google.de nach „ist tot“, „gestorben“ oder „verstorben“ suchen.
Wenn eine Person gestorben ist, gibt es viele Seiten zu dieser Person in der Wikipedia, die davon auch betroffen sind und entsprechend aktualisiert werden müssen. Beispiele: Namenübersichtsseite, Geburtsjahr, Geburtsort-Seiten und viele mehr.
Wie finde ich die betroffenen Seiten?
Im Suchfeld auf der linken Seite gibt man den Suchbegriff so ein: „Vorname Nachname“. Dann klickt man auf Volltext und alle Seiten mit entsprechendem Suchtext werden aufgerufen. Hier sieht man dann schnell, wo auch das Todesjahr Sinn macht oder sogar ein Teil des Artikels angepasst werden muss. Auch hilft das „Werkzeug“ auf der linken Seite sehr gut, um solche Seiten aufzufinden: „Links auf diese Seite“. Somit ist die Wikipedia wieder aktuell in allen Bereichen! Hinweis: bei Eintragung der Kategorie „Gestorben JAHR“ wird der Missbrauchsfilter 49 ausgelöst, was jedoch nicht schlimm ist. Siehe: Spezial:Missbrauchsfilter/49
Dies ist eine Liste von im ersten Quartal 1980 verstorbenen bekannten Persönlichkeiten. Die Einträge erfolgen innerhalb der einzelnen Daten alphabetisch sortiert. Tiere sind im Nekrolog für Tiere zu finden.

## Januar
| Tag        | Name                                 | Beruf, bekannt als                                                                                              | Alter | Beleg |
| ---------- | ------------------------------------ | --- | ----- | ----- |
| 1. Januar  | Irene Aloisi                         | italienische Schauspielerin                                                                                     | 54    |       |
| 1. Januar  | Adolph Deutsch                       | britisch-amerikanischer Komponist und Arrangeur                                                                 | 82    |       |
| 1. Januar  | Pierre Mony                          | französischer Fußballspieler                                                                                    | 83    |       |
| 1. Januar  | Pietro Nenni                         | italienischer Politiker, Mitglied der Camera dei deputati und Außenminister                                     | 88    |       |
| 1. Januar  | Hayati Savaşcı                       | türkischer Generalleutnant und Politiker                                                                        |       |       |
| 1. Januar  | Nils Skoglund                        | schwedischer Wasserspringer                                                                                     | 73    |       |
| 1. Januar  | Peter Tiefenthaler                   | Schweizer Radrennfahrer                                                                                         | 45    |       |
| 1. Januar  | Werner von Tippelskirch              | deutscher Diplomat                                                                                              | 88    |       |
| 1. Januar  | Frank Wykoff                         | US-amerikanischer Leichtathlet                                                                                  | 70    |       |
| 2. Januar  | Erik Eloe Andersen                   | dänischer Radrennfahrer                                                                                         | 77    |       |
| 2. Januar  | Mario Bustos                         | argentinischer Tangosänger                                                                                      | 55    |       |
| 2. Januar  | Rhys Carpenter                       | US-amerikanischer Klassischer Archäologe                                                                        | 90    |       |
| 2. Januar  | Alexandra Illmer Forsythe            | US-amerikanische Informatikerin                                                                                 | 61    |       |
| 2. Januar  | Jean Gilbert-Jules                   | französischer Jurist und Politiker                                                                              | 76    |       |
| 2. Januar  | Roland Lebrun                        | kanadischer Folksänger                                                                                          | 60    |       |
| 2. Januar  | Hans Heinrich Wieck                  | deutscher Psychiater und Neurologe                                                                              | 61    |       |
| 2. Januar  | J. Mayo Williams                     | amerikanischer Musikproduzent                                                                                   | 85    |       |
| 2. Januar  | Friedrich Winter                     | deutscher Politiker (SPD), MdL                                                                                  | 83    |       |
| 3. Januar  | Joy Adamson                          | britisch-österreichische Naturforscherin und Malerin                                                            | 69    |       |
| 3. Januar  | Lucien Buysse                        | belgischer Radrennfahrer                                                                                        | 87    |       |
| 3. Januar  | Otto Holfelder                       | deutscher Maschinenbauer und Motorenkundler                                                                     | 77    |       |
| 3. Januar  | Anna Katschenka                      | österreichische Kinderschwester und Euthanasiebeteiligte                                                        | 74    |       |
| 3. Januar  | Bernhard Kaun                        | deutsch-amerikanischer Komponist insbesondere von Filmmusik                                                     | 80    |       |
| 3. Januar  | Amos Milburn                         | US-amerikanischer R&B-Sänger und Pianist                                                                        | 52    |       |
| 3. Januar  | Sven Simon                           | deutscher Journalist und Sportfotograf                                                                          | 38    |       |
| 3. Januar  | Heinz Steinle                        | deutscher Richter                                                                                               |       |       |
| 3. Januar  | Alexander Wassiljewitsch Sweschnikow | russischer Dirigent und Chorleiter                                                                              | 89    |       |
| 3. Januar  | Ivan Triesault                       | russischer (estnischer) Schauspieler                                                                            | 81    |       |
| 4. Januar  | Aksel Hansen                         | norwegischer Turner                                                                                             | 92    |       |
| 4. Januar  | Shōhachi Ishii                       | japanischer Ringer                                                                                              | 53    |       |
| 4. Januar  | Christoph Kalb                       | deutscher Pädagoge und Kantor                                                                                   | 84    |       |
| 4. Januar  | Justus Weihe                         | deutscher Jurist und Landrat                                                                                    | 88    |       |
| 5. Januar  | Rudolf Dorschel                      | deutscher Jurist und Richter                                                                                    | 81    |       |
| 5. Januar  | Celalettin Kesim                     | türkischer Kommunist und Lehrer                                                                                 | 36    |       |
| 5. Januar  | Walter Lehmbecker                    | deutscher Pädagoge, Heimatforscher und Schriftsteller                                                           | 81    |       |
| 5. Januar  | Paul Meyer                           | Schweizer Architekt                                                                                             | 88    |       |
| 5. Januar  | Uno Naissoo                          | estnischer Komponist und Jazzmusiker                                                                            | 51    |       |
| 6. Januar  | Helmar Becker-Berke                  | deutscher Maler, Zeichner, Grafiker und Illustrator                                                             | 73    |       |
| 6. Januar  | Walter Heyse                         | deutscher Politiker (NSDAP), MdR, Preußischer Landrat und Reichstagsabgeordneter                                | 77    |       |
| 6. Januar  | Francis Hill                         | britischer Jurist, Historiker und Politiker                                                                     | 80    |       |
| 6. Januar  | Eric Martin                          | Schweizer Arzt und Wissenschaftler, Präsident des Internationalen Komitees vom Roten Kreuz (1973–1976)          | 79    |       |
| 6. Januar  | Piersanti Mattarella                 | italienischer Politiker und Bekämpfer der Mafia                                                                 | 44    |       |
| 6. Januar  | Raymond Mays                         | britischer Autorennfahrer und Unternehmer                                                                       | 80    |       |
| 6. Januar  | Dilip Kumar Roy                      | indischer Musiker, Sänger und Schriftsteller                                                                    | 82    |       |
| 6. Januar  | Slavi Soucek                         | österreichischer Maler und Grafiker                                                                             | 81    |       |
| 6. Januar  | Joachim Streisand                    | deutscher Historiker                                                                                            | 59    |       |
| 7. Januar  | Jocheved Bat-Miriam                  | russisch-israelische Dichterin                                                                                  | 78    |       |
| 7. Januar  | Hans Becker                          | deutscher römisch-katholischer Geistlicher, Kirchenhistoriker und Heimatforscher                                | 74    |       |
| 7. Januar  | Homero Castillo                      | US-amerikanischer Romanist und Hispanist chilenischer Herkunft                                                  | 61    |       |
| 7. Januar  | Simonne Mathieu                      | französische Tennisspielerin                                                                                    | 71    |       |
| 7. Januar  | Edward Scarf                         | australischer Ringer                                                                                            | 71    |       |
| 7. Januar  | Larry Williams                       | US-amerikanischer Rhythm-and-Blues-Sänger, -Pianist und -Songschreiber                                          | 44    |       |
| 7. Januar  | Dov Yosef                            | israelischer Politiker                                                                                          | 80    |       |
| 8. Januar  | Walther Ascher                       | deutscher Jurist                                                                                                | 79    |       |
| 8. Januar  | Tryggve Gran                         | norwegischer Flugpionier, Polarforscher und Autor                                                               | 91    |       |
| 8. Januar  | Hans Grassl                          | österreichischer Bauingenieur                                                                                   | 71    |       |
| 8. Januar  | Helmut Grube                         | deutscher Politiker (DP, CDU), MdL                                                                              | 66    |       |
| 8. Januar  | Kuroda Saburō                        | japanischer Lyriker                                                                                             | 60    |       |
| 8. Januar  | John William Mauchly                 | US-amerikanischer Physiker und Computerpionier                                                                  | 72    |       |
| 9. Januar  | Dschuhaimān al-ʿUtaibī               | arabischer Soldat, Islamist und Anführer des Überfalls auf die Große Moschee in Mekka                           | 43    |       |
| 9. Januar  | Gaetano Belloni                      | italienischer Radrennfahrer                                                                                     | 87    |       |
| 9. Januar  | Ingo Herzog                          | deutscher Journalist                                                                                            | 67    |       |
| 09. Januar | Hans Hoffmeister                     | deutscher Leichtathlet                                                                                          | 78    |       |
| 9. Januar  | Mário-Henrique Leiria                | portugiesischer Schriftsteller und Maler                                                                        | 57    |       |
| 9. Januar  | Aleksander Tupalski                  | polnischer Eishockeyspieler                                                                                     | 79    |       |
| 9. Januar  | Kurt Wittlinger                      | deutscher Ingenieur und Hochschullehrer                                                                         | 87    |       |
| 10. Januar | Joseph Paul Franken                  | deutscher Jurist, Verwaltungsbeamter und Politiker                                                              | 80    |       |
| 10. Januar | George Meany                         | US-amerikanischer Gewerkschafter                                                                                | 85    |       |
| 10. Januar | Lilias Torrance Newton               | kanadische Malerin und Kunstpädagogin                                                                           | 83    |       |
| 11. Januar | Valentine Blomfield                  | britischer Generalmajor                                                                                         | 81    |       |
| 11. Januar | Carl Dornes                          | deutscher Jurist, Verwaltungsbeamter und Politiker (FDP/DVP), MdL                                               | 73    |       |
| 11. Januar | Richard Huschke                      | deutscher Radrennfahrer                                                                                         | 86    |       |
| 11. Januar | Erwin Otto Marx                      | deutscher Hochspannungstechniker                                                                                | 86    |       |
| 11. Januar | Barbara Pym                          | britische Schriftstellerin                                                                                      | 66    |       |
| 11. Januar | Celia Sánchez                        | kubanische Revolutionärin und Politikerin                                                                       | 59    |       |
| 12. Januar | Hartmut Hartung von Hartungen        | österreichischer Schauspieler, Regisseur und Germanist                                                          | 80    |       |
| 12. Januar | Otto Hof                             | deutscher evangelischer Theologe                                                                                | 77    |       |
| 12. Januar | Leonid Kochanski                     | Pianist und Klavierpädagoge polnisch-jüdischer Herkunft                                                         | 86    |       |
| 12. Januar | Edgardo Moltoni                      | italienischer Ornithologe                                                                                       | 83    |       |
| 12. Januar | Finn Ronne                           | norwegisch-amerikanischer Polarforscher                                                                         | 80    |       |
| 12. Januar | Howel Williams                       | US-amerikanischer Geologe, Petrograph und Vulkanologe                                                           | 81    |       |
| 13. Januar | Dorita Davis                         | argentinische Tangosängerin und Schauspielerin                                                                  | 73    |       |
| 13. Januar | André Kostelanetz                    | US-amerikanischer Dirigent und Arrangeur                                                                        | 78    |       |
| 13. Januar | Richard Mönnig                       | deutscher Publizist                                                                                             | 76    |       |
| 14. Januar | Robert Ardrey                        | US-amerikanischer Schriftsteller und Drehbuchautor                                                              | 71    |       |
| 14. Januar | Rachel Fuller Brown                  | US-amerikanische Chemikerin                                                                                     | 81    |       |
| 14. Januar | Henri Frei                           | Schweizer Indogermanist, Japanologe, Sinologe, Orientalist, Romanist und Sprachwissenschaftler                  | 80    |       |
| 14. Januar | Wilhelm Kellermann                   | deutscher Romanist und Mediävist                                                                                | 72    |       |
| 14. Januar | Christian Møller                     | dänischer Physiker                                                                                              | 75    |       |
| 15. Januar | Fritz Hattenhauer                    | deutscher Landespolitiker, MdL                                                                                  | 87    |       |
| 15. Januar | Herbert Olivecrona                   | schwedischer Neurochirurg                                                                                       | 88    |       |
| 15. Januar | Wilhelm Segin                        | deutscher Lehrer, Oberstudienrat, Ausbilder, Historiker, Autor, Kreisheimatpfleger und Heimatgebietsleiter      | 81    |       |
| 15. Januar | Arnold Wagner                        | Schweizer Politiker (KVP)                                                                                       | 89    |       |
| 16. Januar | Walter Robertson Agee                | US-amerikanischer Offizier der US Air Force                                                                     | 74    |       |
| 16. Januar | Oscar Alonso                         | argentinischer Tangosänger und Schauspieler                                                                     | 67    |       |
| 16. Januar | Louis Brunhart                       | liechtensteinischer Politiker (FBP)                                                                             | 77    |       |
| 16. Januar | Max W. Kimmich                       | deutscher Filmregisseur und Drehbuchautor                                                                       | 86    |       |
| 16. Januar | Herbert Lauffer                      | deutscher Volkswirt, Jurist und Verwaltungsbeamter                                                              | 79    |       |
| 16. Januar | Erich Nitzschmann                    | deutscher Kameramann                                                                                            | 78    |       |
| 16. Januar | Edith Türckheim                      | deutsche Ausdruckstänzerin                                                                                      | 70    |       |
| 16. Januar | David Whitfield                      | britischer Sänger                                                                                               | 54    |       |
| 17. Januar | Alexander Nikolajewitsch Nesmejanow  | russischer Chemiker                                                                                             | 80    |       |
| 17. Januar | Volkmar Winkler                      | deutscher Politiker                                                                                             | 50    |       |
| 18. Januar | Cecil Beaton                         | britischer Fotograf, Bühnenbildner und Grafiker                                                                 | 76    |       |
| 18. Januar | Karl Carius                          | deutscher Politiker (NSDAP), MdR                                                                                | 77    |       |
| 18. Januar | Agesilao Ferrazzano                  | argentinischer Geiger, Bandleader und Tangokomponist                                                            | 82    |       |
| 18. Januar | Albert Gohlke                        | deutscher Komponist, Cellist und Musikpädagoge                                                                  | 30    |       |
| 18. Januar | George Evan Howell                   | US-amerikanischer Jurist und Politiker                                                                          | 74    |       |
| 19. Januar | Bernhard Bendel                      | deutscher römisch-katholischer Priester                                                                         | 71    |       |
| 19. Januar | Wanda Chmielowska                    | polnische Pianistin und Musikpädagogin                                                                          | 88    |       |
| 19. Januar | Piero Ciampi                         | italienischer Cantautore                                                                                        | 45    |       |
| 19. Januar | William O. Douglas                   | US-amerikanischer Jurist, Richter am US Supreme Court                                                           | 81    |       |
| 19. Januar | Ciro Alfonso Gómez Serrano           | kolumbianischer römisch-katholischer Geistlicher, Bischof von Socorro y San Gil                                 | 61    |       |
| 19. Januar | Heinz Hutsky                         | deutscher Politiker (SED/KPD)                                                                                   | 63    |       |
| 19. Januar | Frederick Augustus Muhlenberg        | US-amerikanischer Politiker                                                                                     | 92    |       |
| 19. Januar | Friedrich Pauwels                    | deutscher Arzt, Orthopäde und Biomechaniker                                                                     | 94    |       |
| 20. Januar | Dietrich von Bausznern               | deutscher Komponist und Hochschullehrer                                                                         | 51    |       |
| 20. Januar | Rudolf Bürger                        | rumänischer Fußballspieler und -trainer                                                                         | 71    |       |
| 20. Januar | André Dubonnet                       | französischer Militärpilot, Sportler, Rennfahrer, Unternehmer und Erfinder                                      | 82    |       |
| 20. Januar | Hans Laser                           | deutsch-britischer Mediziner                                                                                    | 80    |       |
| 20. Januar | Fritz Obenaus                        | deutscher Elektrotechniker                                                                                      | 75    |       |
| 20. Januar | William Roberts                      | britischer Maler                                                                                                | 84    |       |
| 20. Januar | Wilhelm Stahl                        | deutscher Tierzüchter und Hochschullehrer                                                                       | 79    |       |
| 20. Januar | August Weimer                        | deutscher Gewerkschafter und Politiker, MdB                                                                     | 71    |       |
| 21. Januar | Wilhelm Brockpähler                  | deutscher Lehrer, Autor und Heimatforscher                                                                      | 85    |       |
| 21. Januar | Herbert Hausmann                     | deutscher Ökonom und Politiker (SPD)                                                                            | 77    |       |
| 21. Januar | Elvira de Hidalgo                    | spanische Opernsängerin (Sopran) und Gesangspädagogin                                                           | 91    |       |
| 21. Januar | Nazmi Karakoç                        | türkischer General                                                                                              |       |       |
| 21. Januar | Georges Painvin                      | französischer Geologe und Unternehmer                                                                           | 93    |       |
| 21. Januar | István Szabó                         | deutscher Ingenieur und Mathematiker                                                                            | 73    |       |
| 22. Januar | Carl G. Bachmann                     | US-amerikanischer Politiker                                                                                     | 89    |       |
| 22. Januar | Yitzhak Baer                         | israelisch-deutscher Historiker und Autor                                                                       | 91    |       |
| 22. Januar | Ed Garland                           | US-amerikanischer Jazzbassist des New Orleans Jazz                                                              | 85    |       |
| 22. Januar | Fritz Meyer                          | deutscher Rechtsanwalt und Kommunalpolitiker                                                                    | 82    |       |
| 22. Januar | Klas Särner                          | schwedischer Turner                                                                                             | 88    |       |
| 22. Januar | Heinrich Schneider                   | deutscher Politiker (SPD), MdL und Gewerkschafter                                                               | 74    |       |
| 23. Januar | Lil Dagover                          | deutsche Schauspielerin                                                                                         | 92    |       |
| 23. Januar | Franz Fischer                        | Schweizer Bildhauer und Plastiker                                                                               | 79    |       |
| 23. Januar | Babs Gonzales                        | US-amerikanischer Sänger des Bebop                                                                              | 60    |       |
| 23. Januar | Iida Shōjirō                         | japanischer General                                                                                             | 91    |       |
| 23. Januar | Wilhelm Menzel                       | deutscher Volkskundler und Herausgeber und Publizist                                                            | 82    |       |
| 23. Januar | Giovanni Michelotti                  | italienischer Automobildesigner                                                                                 | 68    |       |
| 23. Januar | Ernst Ocwirk                         | österreichischer Fußballspieler und -trainer                                                                    | 53    |       |
| 23. Januar | Lily Schwenger-Cords                 | deutsche Schriftstellerin                                                                                       | 89    |       |
| 23. Januar | Bobby Sherwood                       | US-amerikanischer Jazz-Gitarrist                                                                                | 65    |       |
| 23. Januar | Paul R. Williams                     | US-amerikanischer Architekt                                                                                     | 85    |       |
| 24. Januar | Stanislaw Genrichowitsch Neuhaus     | russischer Pianist                                                                                              | 52    |       |
| 24. Januar | James Poe                            | US-amerikanischer Drehbuchautor                                                                                 | 58    |       |
| 24. Januar | Lothar Selke                         | deutscher Journalist und Historiker                                                                             | 71    |       |
| 24. Januar | Nils Westermark                      | schwedischer Segler und Radiologe                                                                               | 87    |       |
| 25. Januar | Rudolf Gehring                       | deutscher Verwaltungsbeamter und Politiker (SPD), MdL                                                           | 91    |       |
| 25. Januar | Joseph Servella                      | französischer Leichtathlet                                                                                      | 83    |       |
| 25. Januar | Frans Wildenhain                     | deutschamerikanischer Keramiker                                                                                 | 74    |       |
| 26. Januar | Hugo Eigendorff                      | deutscher Theaterregisseur und Opernsänger                                                                      | 79    |       |
| 26. Januar | Erich Glette                         | deutscher Maler und Hochschullehrer                                                                             | 83    |       |
| 26. Januar | Simon Kapwepwe                       | sambischer Politiker, zweiter Vizepräsident Sambias (1967–1970)                                                 | 57    |       |
| 26. Januar | Georgi Karaslawow                    | bulgarischer Schriftsteller                                                                                     | 76    |       |
| 26. Januar | Frida Kreipe                         | deutsche Politikerin und Bremerhavener Bürgerschaftsabgeordnete                                                 | 86    |       |
| 26. Januar | Ida K. Laurel                        | russische Sängerin und Schauspielerin                                                                           | 81    |       |
| 26. Januar | Justas Paleckis                      | litauischer Politiker                                                                                           | 81    |       |
| 26. Januar | Lynn Patrick                         | kanadischer Eishockeyspieler und -trainer                                                                       | 67    |       |
| 26. Januar | Harry Hemley Plaskett                | kanadischer Astronom                                                                                            | 86    |       |
| 26. Januar | Massimo Scaligero                    | italienischer Journalist und Schriftsteller                                                                     | 73    |       |
| 26. Januar | Josef Singer                         | deutscher Politiker und langjähriger Senatspräsident                                                            | 91    |       |
| 27. Januar | Hans Aeschbacher                     | Schweizer Maler und Bildhauer                                                                                   | 74    |       |
| 27. Januar | Rolf Borzik                          | deutscher Kostüm- und Bühnenbildner                                                                             | 35    |       |
| 27. Januar | Peppino De Filippo                   | italienischer Schauspieler                                                                                      | 76    |       |
| 27. Januar | Rudolf-Christoph von Gersdorff       | deutscher Offizier und Hitlerattentäter                                                                         | 74    |       |
| 27. Januar | Ronald Gunter, 3. Baronet            | britischer Automobilrennfahrer                                                                                  | 75    |       |
| 27. Januar | Adolf Handschuhmacher                | deutscher Politiker (LDPD), MdL Thüringen, MdLK                                                                 | 80    |       |
| 27. Januar | Helga Pedersen                       | dänische Juristin und Politikerin, Mitglied des Folketing                                                       | 68    |       |
| 27. Januar | Eric Wyndham White                   | britischer Diplomat, Generaldirektor des GATT                                                                   | 67    |       |
| 28. Januar | Jimmy Crawford                       | US-amerikanischer Jazz-Schlagzeuger                                                                             | 70    |       |
| 28. Januar | Franco Evangelisti                   | italienischer Komponist, Improvisationsmusiker und Musikwissenschaftler                                         | 54    |       |
| 28. Januar | Pat Griffith                         | britischer Automobilrennfahrer                                                                                  | 54    |       |
| 28. Januar | Erle C. Kenton                       | US-amerikanischer Regisseur                                                                                     | 83    |       |
| 28. Januar | Ciril Kosmač                         | jugoslawischer Schriftsteller                                                                                   | 69    |       |
| 28. Januar | Antoine Rebetez                      | Schweizer Turner                                                                                                |       |       |
| 28. Januar | Yūji Shibata                         | japanischer Chemiker                                                                                            | 98    |       |
| 28. Januar | Llorenç Villalonga                   | spanischer Autor                                                                                                | 82    |       |
| 29. Januar | Jimmy Durante                        | US-amerikanischer Komiker                                                                                       | 86    |       |
| 29. Januar | Gotthard Ebert                       | deutscher Synchronsprecher                                                                                      | 67    |       |
| 29. Januar | Philipp Erlacher                     | österreichischer Orthopäde                                                                                      | 93    |       |
| 29. Januar | Wolfgang Lehmann                     | deutscher Mediziner, Rassenhygieniker, Humangenetiker, Hochschullehrer                                          | 74    |       |
| 29. Januar | Jack Schiefer                        | deutscher Sozialdemokrat, politischer Häftling, Emigrant, Widerstandskämpfer, Landrat und Oberkreisdirektor ... | 81    |       |
| 29. Januar | Martin Stallmann                     | deutscher evangelischer Religionspädagoge                                                                       | 76    |       |
| 29. Januar | Otto Theuner                         | deutscher Politiker (SPD), MdA, Senator von Berlin                                                              | 79    |       |
| 29. Januar | Jakob Wyrsch                         | Schweizer Psychiater und Schriftsteller                                                                         | 87    |       |
| 30. Januar | Francesco Giuseppe Lardone           | römisch-katholischer Bischof                                                                                    | 93    |       |
| 30. Januar | William Peden                        | kanadischer Radrennfahrer                                                                                       | 73    |       |
| 30. Januar | Professor Longhair                   | US-amerikanischer Musiker                                                                                       | 61    |       |
| 30. Januar | Hans Pieper                          | deutscher Gestapobeamter und SS-Führer                                                                          | 77    |       |
| 30. Januar | Kurt Schmidt-Klevenow                | deutscher Jurist und SS-Führer                                                                                  | 73    |       |
| 30. Januar | Hermann Schuldt                      | deutscher Politiker (USPD, KPD, SED), MdR                                                                       | 83    |       |
| 30. Januar | Reginald H. Sullivan                 | US-amerikanischer Politiker (Demokratische Partei)                                                              | 103   |       |
| 30. Januar | Herbert Witt                         | deutscher Drehbuchautor                                                                                         | 79    |       |
| 31. Januar | Ernst Kunz                           | Schweizer Komponist                                                                                             | 88    |       |
| 31. Januar | Adolfo Molina Orantes                | guatemaltekischer Politiker                                                                                     | 64    |       |
| 31. Januar | Colin Pearson, Baron Pearson         | britischer Jurist                                                                                               | 80    |       |
| 31. Januar | Warren Smith                         | US-amerikanischer Rockabilly- und Country-Sänger                                                                | 47    |       |
| 31. Januar | Emanuel Sperner                      | deutscher Mathematiker                                                                                          | 74    |       |
| 31. Januar | Alfred Stern                         | österreichisch-US-amerikanischer Philosoph und Hochschullehrer                                                  | 80    |       |
| Januar     | Antonio Pons                         | ecuadorianischer Arzt und Politiker                                                                             | 82    |       |
| Januar     | Vincent Thomas                       | US-amerikanischer Politiker                                                                                     | 72    |       |
| Januar     | Friedrich Walter                     | österreichischer Eishockeyspieler                                                                               | 55    |       |